# Liste der denkmalgeschützten Objekte in Schweiggers
Die Liste der denkmalgeschützten Objekte in Schweiggers enthält die 24 denkmalgeschützten, unbeweglichen Objekte der Gemeinde Schweiggers.

## Denkmäler
| Foto |                 | Denkmal                                                                     | Standort                                                 | Beschreibung | Metadaten |
| ---- | --------------- | --------------------------------------------------------------------------- | -------------------------------------------------------- | --- | --- |
| ja   | Datei hochladen | Ortskapelle Großreichenbach HERIS-ID: 49813 Objekt-ID: 53980                | gegenüber Großreichenbach 8 Standort KG: Großreichenbach | Die Ortskapelle von Großreichenbach, erbaut 1774, ist ein schlichter Bau mit runder Apsis. Sie trägt einen Dachreiter mit Spitzhelm von 1966/1967. Der Innenraum ist flach gedeckt. Zur Ausstattung zählen eine barocke Dreifaltigkeitsgruppe, ein Gnadenstuhl aus dem späten 17. Jahrhundert sowie ein Rokokoschrein mit einer liegenden Figur des hl. Johannes Nepomuk, von Putten flankiert, aus der Mitte des 18. Jahrhunderts. | BDA-Hist.: Q38036261 Status: § 2a Stand der BDA-Liste: 2025-06-30 Name: Ortskapelle Großreichenbach GstNr.: .32                                                     |
| ja   | Datei hochladen | Ortskapelle Kleinwolfgers HERIS-ID: 50031 Objekt-ID: 54505                  | gegenüber Kleinwolfgers 12 Standort KG: Kleinwolfgers    | Die Ortskapelle von Kleinwolfgers ist ein schlichter Bau aus dem frühen 19. Jahrhundert mit Flachdecke, eingezogener Rundapsis und einem Dachreiter mit Pyramidendach. Im Apsisgewölbe ist auf einer Wandmalerei die hl. Dreifaltigkeit dargestellt. Zur Ausstattung zählen eine barocke Mondsichelmadonna aus dem späten 17. Jahrhundert sowie im Altarschrein zwei spätgotische, barock ergänzte Leuchterengel. | BDA-Hist.: Q38037692 Status: § 2a Stand der BDA-Liste: 2025-06-30 Name: Ortskapelle Kleinwolfgers GstNr.: .17                                                       |
| ja   | Datei hochladen | Ortskapelle Limbach HERIS-ID: 50152 Objekt-ID: 54833                        | Limbach 105 Standort KG: Limbach                         | Die Ortskapelle von Limbach ist ein schlichter Rechteckbau von 1863, mit leicht eingezogener Rundapsis und einem Dachreiter mit Giebelspitzhelm aus dem späten 19. Jahrhundert. Der Innenraum ist durch ein auf Gurtbögen ruhendes Platzlgewölbe gedeckt. Zur Ausstattung zählen eine spätbarocke Figur der hl. Barbara aus der zweiten Hälfte des 15. Jahrhunderts, barocke Figuren der hll. Sebastian und Rochus, eine Schmerzensmannbildnis, eine Dreifaltigkeitsgruppe aus der ersten Hälfte des 18. Jahrhunderts, ein Bildnis der Maria mit Kind aus dem späten 17. Jahrhundert sowie ein barocker Holzluster aus der zweiten Hälfte des 18. Jahrhunderts. | BDA-Hist.: Q38038353 Status: § 2a Stand der BDA-Liste: 2025-06-30 Name: Ortskapelle Limbach GstNr.: .40/5                                                           |
| ja   | Datei hochladen | Figurenbildstock hl. Johannes Nepomuk HERIS-ID: 63324 Objekt-ID: 75955      | Standort KG: Limbach                                     | Im Norden des Ortes steht eine in der ersten Hälfte des 18. Jahrhunderts errichtete, barocke Sandsteinfigur des hl. Johannes Nepomuk. | BDA-Hist.: Q38102870 Status: § 2a Stand der BDA-Liste: 2025-06-30 Name: Figurenbildstock hl. Johannes Nepomuk GstNr.: 1783/3 Johannes-Nepomuk-Statue (Limbach)      |
| ja   | Datei hochladen | Ortskapelle Mannshalm HERIS-ID: 50176 Objekt-ID: 54891                      | neben Mannshalm 8 Standort KG: Mannshalm                 | Die Ortskapelle von Mannshalm ist ein 1856 errichteter, nach einem Brand 1897 wiederhergestellter, schlichter Bau mit Rundapsis und einem Dachreiter mit Giebelspitzhelm. Der Innenraum ist platzlgewölbt. Die Kapelle beherbergt eine barocke Pietà aus dem 18. Jahrhundert. | BDA-Hist.: Q38038599 Status: § 2a Stand der BDA-Liste: 2025-06-30 Name: Ortskapelle Mannshalm GstNr.: .16 Ortskapelle Mannshalm                                     |
| ja   | Datei hochladen | Ortskapelle Perndorf HERIS-ID: 50377 Objekt-ID: 55285                       | neben Perndorf 10 Standort KG: Perndorf                  | Die Ortskapelle von Perndorf ist ein schlichter Bau aus der Zeit um 1800, mit eingezogener Rundapsis und einem vorgestellten Turm mit Zwiebelhelm und Putzbanddekor. An der Westseite ist ein geschweifter Blendgiebel zu sehen. Das Innere ist flach gedeckt und mit einem Stuckmedaillon ausgestattet. Die Apsiskonche liegt leicht erhöht. Das Altarbild Gnadenstuhl ist ein Werk des späten 17. Jahrhunderts. Die Kapelle beherbergt unter anderem Figuren von Josef Rifesser. Zur weiteren Ausstattung zählen eine Madonnenfigur aus dem ausgehenden 14. Jahrhundert sowie Bildnisse der hll. Katharina und Magdalena aus der Zeit um 1520/1530. Ein Bildnis Anna selbdritt aus dem späten 17. Jahrhundert befindet sich im Gemeindemuseum Schweiggers in Verwahrung. | BDA-Hist.: Q38039809 Status: § 2a Stand der BDA-Liste: 2025-06-30 Name: Ortskapelle Perndorf GstNr.: .23                                                            |
| ja   | Datei hochladen | Pfarrhof HERIS-ID: 50515 Objekt-ID: 55570                                   | Sallingstadt 36 Standort KG: Sallingstadt                | Der Pfarrhof von Sallingstadt ist ein 1784 errichteter, zweigeschoßiger, schlichter Bau. | BDA-Hist.: Q38040555 Status: § 2a Stand der BDA-Liste: 2025-06-30 Name: Pfarrhof GstNr.: 106 Pfarrhof Sallingstadt                                                  |
| ja   | Datei hochladen | Kath. Pfarrkirche hl. Martin und Friedhof HERIS-ID: 50516 Objekt-ID: 55571  | neben Sallingstadt 40 Standort KG: Sallingstadt          | Die am südlichen Rand des Angers von Sallingstadt gelegene, von einem Friedhof mit Mauer umgebene Pfarrkirche St. Martin ist eine romanische Ostturmkirche, an einen älteren romanischen Kapellenbau angeschlossen, mit spätgotischen Umbauten aus der Mitte des 15. Jahrhunderts im Inneren. Das schlichte, im späten 13. Jahrhundert erbaute Langhaus hat eine glatte Giebelfront und ist durch barocke Rundbogenfenster von 1685 geöffnet. Im Osten erhebt sich der wuchtige querrechteckige Turm, aus derselben Bauzeit wie das Langhaus, der durch ein Schopfwalmdach gedeckt und durch vier gekuppelte Rundbogenfenster mit Blattkapitellen geöffnet ist. Östlich schließt in gleicher Breite der unter einem Satteldach liegende, rechteckige Chor an, der ursprünglich eine eigenständige Kapelle war und bereits im 12. Jahrhundert erbaut wurde. An dessen Ostseite ist ein vermauertes romanisches Fenster in Trichterlaibung zu sehen, im Norden und Süden barocke Rundbogenfenster. An der Südseite des Turms liegt ein niedriger, durch ein Pultdach gedeckter Sakristeianbau des 15. Jahrhunderts. | BDA-Hist.: Q38040567 Status: § 2a Stand der BDA-Liste: 2025-06-30 Name: Kath. Pfarrkirche hl. Martin und Friedhof GstNr.: 89 Pfarrkirche hl. Martin, Sallingstadt   |
| ja   | Datei hochladen | Figurenbildstock hl. Johannes Nepomuk HERIS-ID: 63328 Objekt-ID: 75959      | Standort KG: Sallingstadt                                | Om Ort steht eine 1724 errichtete Figur des Johannes Nepomuk auf einem Pfeiler der mit einem reliefierten Wappen der Familie von Brockhoff geschmückt ist. | BDA-Hist.: Q38102878 Status: § 2a Stand der BDA-Liste: 2025-06-30 Name: Figurenbildstock hl. Johannes Nepomuk GstNr.: 2997/11                                       |
| ja   | Datei hochladen | Figurenbildstock hl. Johannes Nepomuk HERIS-ID: 63342 Objekt-ID: 75976      | neben Gmünder Straße 9 Standort KG: Schweiggers          | An der Brücke steht eine am Sockel mit 1774 bezeichnete, von einer Steinbalustrade umgebene Bildsäule des hl. Johannes Nepomuk. | BDA-Hist.: Q38102948 Status: § 2a Stand der BDA-Liste: 2025-06-30 Name: Figurenbildstock hl. Johannes Nepomuk GstNr.: 235/4 Johannes-Nepomuk-Statue (Schweiggers)   |
| ja   | Datei hochladen | Pfarrhof HERIS-ID: 50552 Objekt-ID: 55639                                   | Hauptplatz 1 Standort KG: Schweiggers                    | Der gegenüber der Kirche gelegene Pfarrhof ist eine zweigeschoßige, hakenförmige Anlage aus dem späten 16. Jahrhundert, die im 18. Jahrhundert umgebaut wurde. Gegen Norden und Osten steht eine Bruchsteinmauer mit vier runden Ecktürmen. Das Erdgeschoß verfügt über eine ehemalige zweischiffige und dreijochige Halle mit Kreuzgratgewölben auf toskanischen Säulen aus dem späten 16. Jahrhundert, die später unterteilt wurde. Im Obergeschoß sind auf einer Wandmalerei aus der zweiten Hälfte des 18. Jahrhunderts exotische Landschaften zu sehen. Ein Eckzimmer ist mit Bandlwerkstuck und einer Wandmalerei aus der Zeit um 1750 geschmückt. Zur weiteren Ausstattung zählt ein Ölbild mit einer Darstellung von Schweiggers aus dem Jahr 1723. | BDA-Hist.: Q38040789 Status: § 2a Stand der BDA-Liste: 2025-06-30 Name: Pfarrhof GstNr.: .78                                                                        |
| ja   | Datei hochladen | Brunnen hl. Florian HERIS-ID: 63341 Objekt-ID: 75975                        | vor Hauptplatz 2 Standort KG: Schweiggers                | Der Brunnen des hl. Florian ist einer von zwei achtseitigen Brunnen am Marktplatz (siehe auch: Brunnen hl. Antonius). Die barock nachempfundene Figur des hl. Florian ist bezeichnet mit „Hermann“ 1969. | BDA-Hist.: Q38102937 Status: § 2a Stand der BDA-Liste: 2025-06-30 Name: Brunnen hl. Florian GstNr.: 4174/1 Florianibrunnen Schweiggers                              |
| ja   | Datei hochladen | Pranger HERIS-ID: 63344 Objekt-ID: 75978                                    | vor Hauptplatz 3 Standort KG: Schweiggers                | Am Marktplatz von Schweiggers steht ein Pranger mit einer Figur der Justitia, bezeichnet mit 1722. | BDA-Hist.: Q38102967 Status: § 2a Stand der BDA-Liste: 2025-06-30 Name: Pranger GstNr.: 4174/1 Pranger Schweiggers                                                  |
| ja   | Datei hochladen | Brunnen hl. Antonius HERIS-ID: 63347 Objekt-ID: 75981                       | vor Hauptplatz 8 Standort KG: Schweiggers                | Der Brunnen des hl. Antonius ist einer von zwei achtseitigen Brunnen am Marktplatz (siehe auch: Brunnen hl. Florian). Die barock nachempfundene Figur des hl. Antonius ist bezeichnet mit „Hermann“ 1968. | BDA-Hist.: Q38102987 Status: § 2a Stand der BDA-Liste: 2025-06-30 Name: Brunnen hl. Antonius GstNr.: 4174/1                                                         |
| ja   | Datei hochladen | Mariensäule HERIS-ID: 63338 Objekt-ID: 75972                                | vor Hauptplatz 27 Standort KG: Schweiggers               | Am Marktplatz steht auf einer hohen Säule auf einem Postament mit würfelförmigem Unterbau eine frühbarocke Madonna, bezeichnet mit 1688. | BDA-Hist.: Q38102910 Status: § 2a Stand der BDA-Liste: 2025-06-30 Name: Mariensäule GstNr.: 4174/1 Mariensäule Schweiggers                                          |
| ja   | Datei hochladen | Kriegerdenkmal HERIS-ID: 63339 Objekt-ID: 75973                             | bei Hauptplatz 27 Standort KG: Schweiggers               | Schräg gegenüber vom Gemeindeamt, umgeben von einem niedrigen Eisenzaun, steht in Schweiggers ein kreuzbekrönter Obelisk, der laut Inschrift an die „Toten Helden der Weltkriege 1914–1918 und 1939–1945“ erinnert. | BDA-Hist.: Q38102919 Status: § 2a Stand der BDA-Liste: 2025-06-30 Name: Kriegerdenkmal GstNr.: 4174/1 Kriegerdenkmal Schweiggers                                    |
| ja   | Datei hochladen | Kath. Pfarrkirche hl. Ägydius und Friedhof HERIS-ID: 50553 Objekt-ID: 55640 | neben Kirchengasse 1 Standort KG: Schweiggers            | Die auf einer Anhöhe über der Thaya nordwestlich des Marktplatzes von Schweiggers gelegene, von Friedhof und Mauer umgebene Pfarrkirche hl. Ägydius ist eine spätromanische Ostturmkirche aus der Mitte des 12. Jahrhunderts, die um 1430 durch einen gotischen Chor erweitert und zu einer dreischiffigen Halle umgebaut wurde. Das im Kern romanische Langhaus wird von Eckstrebepfeilern gestützt. Im Westen ist eine schlichte Giebelfront zu sehen, im Norden und Süden barocke Rundbogenfenster. Die 1921 entdeckten romanischen Fenster wurden wieder vermauert. Der wuchtige, ehemals romanische Ostturm wurde im zweiten Viertel des 15. Jahrhunderts wiedererrichtet und 1886 durch ein neugotisches Glockengeschoß mit Giebelspitzhelm erhöht. An der Stirnseite des gotischen Chors liegt ein barocker Sakristeianbau. Zu beiden Seiten des Turms befindet sich je eine niedrige Vorhalle; die südliche stammt im Kern aus dem 13. Jahrhundert und diente früher möglicherweise als Sakristei. | BDA-Hist.: Q38040805 Status: § 2a Stand der BDA-Liste: 2025-06-30 Name: Kath. Pfarrkirche hl. Ägydius und Friedhof GstNr.: .77 Pfarrkirche hl. Ägydius, Schweiggers |
| ja   | Datei hochladen | Kath. Pfarrkirche hl. Jakobus HERIS-ID: 50582 Objekt-ID: 55688              | neben Siebenlinden 5 Standort KG: Siebenlinden           | Die im Nordwesten von Siebenlinden an der Berglehne des ehemaligen Burgkegels liegende Pfarrkirche hl. Jakobus der Ältere ist eine einschiffige, ursprünglich gotische Kirche des 15. Jahrhunderts, die 1662 barockisiert wurde und in deren Baukern noch Reste eines romanischen, dann gotisch veränderten Vorgängerbaus erhalten geblieben sind. Das Langhaus und der gotische Chor mit Dreiachtelschluss werden von gotischen Strebepfeilern gestützt. Der Bau verfügt über ein umlaufendes Abschlussgesims und hoch liegende barocke Rundbogenfenster. In der Südwand des Langhauses ist das Gewände eines romanischen Rundbogenfensters des 13. Jahrhunderts zu sehen. Die schlichte Westfassade wird von einem Dachreiter bekrönt und ist durch ein verstäbtes Schulterbogenportal in einem kreuzrippengewölbten Vorbau mit gekehltem Rundbogenportal geöffnet. An der Nordseite des Chors liegt ein barocker Sakristeianbau. | BDA-Hist.: Q21037078 Status: § 2a Stand der BDA-Liste: 2025-06-30 Name: Kath. Pfarrkirche hl. Jakobus GstNr.: .29 Pfarrkirche Siebenlinden (Schweiggers)            |
| ja   | Datei hochladen | Pfarrhof HERIS-ID: 50581 Objekt-ID: 55687                                   | Siebenlinden 44 Standort KG: Siebenlinden                | Der westlich der Kirche gelegene Pfarrhof von Siebenlinden ist in zweigeschoßiger Bau mit Walmdach und einer durch Lisenen gegliederten Fassade, der im Jahr 1784 errichtet wurde. Das Erdgeschoß ist kreuzgratgewölbt. Im Obergeschoß sind Flachdecken mit Stuckrahmen aus der ersten Hälfte des 18. Jahrhunderts (?) zu finden. | BDA-Hist.: Q38040956 Status: § 2a Stand der BDA-Liste: 2025-06-30 Name: Pfarrhof GstNr.: .28                                                                        |
| ja   | Datei hochladen | Lusthäuschen HERIS-ID: 63333 Objekt-ID: 75966                               | bei Siebenlinden 44 Standort KG: Siebenlinden            | Der achteckige Gartenpavillon beim Pfarrhof wurde im 18. Jahrhundert erbaut. | BDA-Hist.: Q38102890 Status: § 2a Stand der BDA-Liste: 2025-06-30 Name: Pavillon/Gartenhaus GstNr.: 47                                                              |
| ja   | Datei hochladen | Ortskapelle Streitbach HERIS-ID: 50677 Objekt-ID: 55901                     | vor Streitbach 11 Standort KG: Streitbach                | Die Ortskapelle von Streitbach ist ein schlichter, innen flach gedeckter Bau von 1857 mit rundem Schluss, einem Giebelreiter mit Welscher Haube an der Westseite und einer Fassadengliederung durch Putzbänder. | BDA-Hist.: Q38041570 Status: § 2a Stand der BDA-Liste: 2025-06-30 Name: Ortskapelle Streitbach GstNr.: .20                                                          |
| ja   | Datei hochladen | Ortskapelle Unterwindhag HERIS-ID: 50760 Objekt-ID: 56067                   | neben Unterwindhag 11 Standort KG: Unterwindhag          | Die Ortskapelle von Unterwindhag, errichtet 1779–1784, ist ein schlichter Bau mit Rundschluss und einem Dachreiter über dem Westgiebel. Der Innenraum ist flach gedeckt. Zur Ausstattung zählen eine spätbarocke Maria-Immaculata-Figur aus der Mitte des 15. Jahrhunderts, eine gotische Figur der hl. Barbara aus der Zeit um 1430, zwei frühbarocke Putten aus dem späten 17. Jahrhundert sowie die barocken Kirchenbänke. | BDA-Hist.: Q38042009 Status: § 2a Stand der BDA-Liste: 2025-06-30 Name: Ortskapelle Unterwindhag GstNr.: .12                                                        |
| ja   | Datei hochladen | Ortskapelle Walterschlag HERIS-ID: 50786 Objekt-ID: 56136                   | neben Walterschlag 14 Standort KG: Walterschlag          | Die Ortskapelle von Walterschlag ist ein mit 1856 bezeichneter, schlichter Bau mit eingezogenem Rundschluss und Dachreiter. Die Kapelle hat eine Madonnenfigur aus dem frühen 16. Jahrhundert in Verwahrung. | BDA-Hist.: Q38042147 Status: § 2a Stand der BDA-Liste: 2025-06-30 Name: Ortskapelle Walterschlag GstNr.: .5                                                         |
| ja   | Datei hochladen | Ortskapelle Windhof HERIS-ID: 50874 Objekt-ID: 56321                        | Windhof Standort KG: Windhof                             | Die Ortskapelle von Windhof ist ein mit 1856 bezeichneter, schlichter Bau mit eingezogener Rundapsis und einem Dachreiter mit Zwiebelhelm. Der Innenraum ist flach gedeckt. Der biedermeierliche Altar verfügt über eine Madonnenfigur aus dem zweiten Viertel des 19. Jahrhunderts. Zur weiteren Ausstattung zählen eine barocke Steinfigur des hl. Johannes Nepomuk sowie zwei Ölbilder aus der ehemaligen Schlosskapelle, eines mit Darstellungen der hl. Margarethe aus der zweiten Hälfte des 17. Jahrhunderts und das Zweite mit Abbildung der hl. Barbara aus dem zweiten Viertel des 18. Jahrhunderts. | BDA-Hist.: Q38042517 Status: § 2a Stand der BDA-Liste: 2025-06-30 Name: Ortskapelle Windhof GstNr.: .16/2                                                           |